# Биньо Иванов (конкурс)
Националният литературен конкурс за поезия „Биньо Иванов“ е организиран от Община Кюстендил и читалище „Братство 1869“. Учреден е през 2007 г. Право на участие имат само непубликувани стихотворения. Конкурсът е на името на големия кюстендилски поет Биньо Иванов.

## Наградени автори и творби
| №  | Година | Жури | Награди | Специални награди и отличия |
| -- | ------ | --- | --- | --- |
| 1  | 2007   | - проф. Енчо Мутафов (председател), - Константин Еленков, - Бойко Ламбовски | - I награда – Валери Станков (Варна) - II награда – Марин Колев (Ловеч) - III награда – Сибила Алексова (Перник) | - Специални награди: Едвин Сугарев (София), Камелия Спасова (София) и Антон Терзиев (София) |
| 2  | 2008   | - Константин Павлов (председател), - Константин Еленков, - Румен Леонидов | - I награда – Виктория Лекова (София) за стихотворението „Септември в Ковачевица“ - II награда – Васил Балев (Карлово) за стихотворението „Фрагмент“ - III награда – Оля Стоянова (София) за стихотворението „Великите географски открития“                                                                                    | - Поощрителни награди: Виолета Христова Гъркова (София) за стихотворението „Кокичета“, Ивайло Иванов (Троян) за стихотворението „Моржът“ и Христо Лалев (Хасково) за стихотворението „Към поета“ - Специална награда на община Кюстендил за най-добре представил се кюстендилски поет – Методи Джонев - Специална награда на читалище „Братство“: Даниела Младенова (Благоевград) за стихотворението „Над Струма“ - Специална награда: Валентин Дишев (Благоевград) за стихотворението „Стъргало“ - Специална награда: Роман Михайлов (София) за стихотворението „Ноктюрно“ |
| 3  | 2009   | - Константин Еленков (председател), - проф. Михаил Неделчев, - Бойко Ламбовски | - I награда – Димитрина Равалиева (Карнобат) за стихотворението „Паднал ангел“ - II награда – Васил Балев (Карлово) за стихотворението „Картичка в зелено“ - III награда – Биляна Попова (Кюстендил) за стихотворението „Червен копринен шал“                                                                                  | - „Сънувах дъщеря ми“ – Дима Пиронкова (София) - „Обиден облак“ – Виолета Гъркова (София) |
| 4  | 2010   | - проф. Михаил Неделчев (председател), - Екатерина Йосифова, - Константин Еленков | - I награда – Методи Джонев (Кюстендил) за стихотворението „Въпрос“ - II награда – Даниела Михалева (Плевен) за стихотворението „Кривото дърво в морската градина“ - III награда – Филип Кабакян (Стамболийски) за стихотворението „Човекът от часовниковата кула“                                                             | - Специална награда на община Кюстендил: Гюлшен Алиева (Плевен) - Специална награда на читалище „Братство 1869“, гр. Кюстендил: Стефка Стаматова–Попова (Пловдив) - Специална награда на Информационен център Европа Директно – Кюстендил: Аксиния Михайлова (София) - Специална награда на литературен клуб „В. Паспалеева“: Антоанета Богоева (Кюстендил) - Любомир Николов (София) - Иво Шабарков (Бургас) |
| 5  | 2011   | - проф. Михаил Неделчев (председател), - Константин Еленков, - Благой Ранов | - I награда – Росица Петрова (Раковски) за стихотворението „В онази стомна имаше вода“ - II награда – Първолета Маджарска (Перник) за стихотворението „В една замаяна лютива утрин“ - III награда – Христина Главанова (Севлиево) за стихотворението „Крадем се“ и Светла Радкова (Кюстендил) за стихотворението „Почти любов“ | - Награда на Община Кюстендил: „Блус във второ лице единствено число“ – Иван Ланджев (София) - Награда на читалище „Братство 1869“, гр. Кюстендил: „Месото им е тежко“ – Даниела Михалева (Плевен) - Награда на Европейски информационен център Европа Директно – Кюстендил: „Само-анализ“ – Надежда Куюмджиева (Варна) - Награда на читалище „Пробуда 1961“, гр. Кюстендил: „Понеже не знам какво да правя с ръцете си“ – Аксиния Михайлова (София) |
| 6  | 2012   | - Константин Еленков (председател) | - I награда – Павлина Йосева (София) за стихотворението „Баба и аз“ - II награда – Анжела Димчева (София) за стихотворението „Изкуството“ и Димитър Гачев (Пловдив) за стихотворението „Сая“ - III награда – Антоанета Богоева (Кюстендил) за стихотворението „Нямаха духа да ги извисят“                                      | - Специалната награда на Информационен център Европа Директно – Кюстендил: Ваня Велева (Ямбол) – „Джулай Морнинг“ – Диплом и предметна награда - Специалната награда на читалище „Братство 1869“ – Кюстендил: Васил Славов (София) – „Каквото беше – беше“ - Специалната награда на читалище „Пробуда 1961“, Кюстендил: Таня Ангелова (София) – „Мастило“ - Специалната награда на Община Кюстендил: Нели Добринова (София) – „Торба лъжи“ - Специалната награда на Младежки информационно-консултантски център – Кюстендил: Йордан Петрински (Кочериново) – „Паметно“ |
| 7  | 2013   | - Жури в състав Константин Еленков, Анжела Димчева и Благой Ранов. | - I награда – Николай Милчев (София) за стихотворението „Малко лято“ - II награда – Биляна Попова (Кюстендил) за стихотворението „Любовта във вените ни“ - III награда – Валентина Йотова (София) за стихотворението „Окуцяло слънце“                                                                                          | - Специалната награда на Информационен център Европа Директно – Кюстендил: Първолета Маджарска (Перник) – „Клошарка“ – Диплом и предметна награда - Специалната награда на читалище „Братство 1869“ – Кюстендил: Пламен Панчев (Разград) – „Никулден“ - Специалната награда на читалище „Пробуда 1961“, Кюстендил: Милена Очипалска (София) – „Неделен караул“ - Специалната награда на Община Кюстендил: Любен Лачански (София) – „Заселване в Гомор“ - Специалната награда на Младежки информационно-консултантски център – Кюстендил: Кръстьо Раленков (София) – „Покой“ - Наградата на Литературен клуб „Веса Паспалеева“: Илиана Илиева (София) за стихотворението „Есен за България“ - Наградата за млад автор: Милена Николова за стихотворението „Бейлиз“ - Наградата на Регионална библиотека „Емануил Попдимитров“ – Кюстендил: Женета Георгиева (Тополовград) – за стихотворението „Въпрос“     |
| 8  | 2014   | - Жури в състав Константин Еленков – председател, и членове – Благой Ранов, Валентин Дишев и Анжела Димчева. | - I награда – Георги Белев (Бостън, САЩ) за стихотворението „Предзима“ - II награда – Николина Милева (Тетевен) за стихотворението „Църква“ - III награда – Евелина Кованджийска (Пловдив) за стихотворението „Зима“ | - Специалната награда на Информационен център Европа Директно – Кюстендил: Красимира Зафирова (Перник) – „Пригодна за живот планета“ – Диплом и предметна награда - Специалната награда на читалище „Братство 1869“ – Кюстендил: Галина Иванова (Варна) – „Сиромашко лято“ - Специалната награда на Община Кюстендил: Ивайло Терзийски (Поморие) – „Жената на касапина“ - Наградата за млад автор на Младежки информационно-консултантски център – Кюстендил: Милена Николова за стихотворението „Докосната от слънцето“ - Наградата на Регионална библиотека „Емануил Попдимитров“ – Кюстендил: Ева Константин (Кюстендил) – за стихотворението „Флирт“ |
| 9  | 2015   | - Жури в състав Константин Еленков – председател, и членове – Анжела Димчева и Радослав Ранчин | - I награда – Ивайло Диманов (София) за стихотворението „Потоп“ - II награда – Йордан Пеев (Стара Загора) за стихотворението „Сълза“ - III награда – Васил Славов (София) за стихотворението „Стопанинът замина за Америка“ | - Специалната награда на Информационен център Европа Директно – Кюстендил: Яница Радева (София) – „Свят, счупен във формата на цвете“ – Диплом и предметна награда - Специалната награда на читалище „Братство 1869“ – Кюстендил: Милена Белчева (Варна) – „Предбъдно“ - Специалната награда на читалище „Пробуда 1961“, Кюстендил: Диана Юсколова (София) – „Отстрани“ - Специалната награда на Община Кюстендил: Методи Джонев (Кюстендил) – за цялостно творчество - Специалната награда на Младежки информационно-консултантски център – Кюстендил: Богомил Господинов (София) – „Антелион“ |
| 10 | 2016   | - Жури в състав Константин Еленков – председател, Анжела Димчева, Методи Джонев и Благой Ранов | - I награда – Атанас Капралов (София) за стихотворението „Пролетно завръщане“ - II награда – Петя Иванова (Габрово) за стихотворението „Бяла надежда“ - III награда – Станислава Немска (София) за стихотворението „Не съм актриса“                                                                                            | - Специалната награда на Община Кюстендил: Валентин Дишев – за цялостно творчество - Специалната награда на Младежки информационно-консултантски център – Кюстендил за млад автор: Анна Лазарова - Специалната награда на Информационен център Европа Директно – Кюстендил: Андрей Андреев (София) – за стихотворението „Свят на живи и мъртви“ - Специалната награда на читалище „Братство 1869“ – Кюстендил: Мария Панайотова (София) – за стихотворението „Хлапакът с празния корем“ - Специалната награда на читалище „Пробуда 1961“, Кюстендил: Ваня Велева (Ямбол) – за стихотворението „До моя психиатър“ - Иван Минчев (Нова Загора) – за стихотворението „Кома“ - Невена Рамаданска (Кюстендил) – за стихотворението „Превъплъщение“ |
| 11 | 2017   | - Жури в състав Константин Еленков – председател, Анжела Димчева, Димитър Христов, Методи Джонев и Благой Ранов | - I награда – Георги Николов (Харманли) за стихотворението „Петър и петелът“ - II награда – Атанас Янев (с. Енина, Казанлъшко) за стихотворението „Възкресение“ - III награда – Димитър Събов (София) за стихотворението „Завръщане“                                                                                           | - Специалната награда на Община Кюстендил: Стамена Дацева (Разград) – за стихотворението „Тъга“ - Специалната награда на Младежки информационно-консултантски център – Кюстендил за млад автор: Ваня Велева (Ямбол) за стихотворението „Под свъсените вежди на пейзажа“ - Специалната награда на Информационен център Европа Директно – Кюстендил: Мария Иванова-Фьон (София) – за стихотворението „Никаква гара за двама“ - Специалната награда на читалище „Братство 1869“ – Кюстендил: Василка Якимова (с. Николичевци) – за стихотворението „Мама“ - Специалната награда на читалище „Пробуда 1961“, Кюстендил: Васил Петров (София) – за стихотворението „Ще отметна плаща на съня“ - Ивета Данаилова (София) – за стихотворението „Слънчогледите са слънцеяди“ - Георги Драмбозов (София) – за стихотворението „Моите мъртви приятели“ - Цвета Делчева (София) – за стихотворението „Младият критик“ |
| 12 | 2018   | - Жури в състав Димитър Христов (секретар на Съюза на българските писатели) – председател, Константин Еленков, Пламен Анакиев – поет и издател и кюстендилските поети Благой Ранов и Методи Джонев                                                                                                | - I награда – Виолета Кунева (София) за стихотворението „Цяло лято“ - II награда – Нели Коларова (София, Казанлъшко) за стихотворението „Не е стих“ - III награда – Наталия Делева (Сливен) за стихотворението „Детството ми се изсипа като в бездна“                                                                          | - Кръстьо Раленков (Пловдив) – за стихотворението „Одисея и Пенелоп“ - Владислав Кацарски (София) – за стихотворението „Монолог на публиката“ - Специалната награда на Община Кюстендил: Мая Нарлиева (Харманли) – за стихотворението „Платен гратис“ - Специалната награда на читалище „Братство 1869“ – Кюстендил: Маргарит Жеков (София) – за стихотворението „Парий сред топящия се сняг по тротоара“ - Специалната награда на читалище „Пробуда 1961“, Кюстендил: Георги Василски (София) – за стихотворението „Тротоарно отопление“ - Теа Монева (Варна) – за стихотворението „Дамата с луната“ - Людмила Калоянова (София) – за стихотворението „Емигрантски стих“ - Наталия Цветанова (Монтана) – за стихотворението „Плашило“ - Василка Якимова (Николичевци), за стихотворението „Сърце“ |
| 13 | 2019   | - Жури в състав Димитър Христов (секретар на Съюза на българските писатели) – председател, Константин Еленков, Анжела Димчева – поетеса и литературен критик и кюстендилският писател и журналист Благой Ранов                                                                                    | - I награда – Славимир Генчев (София) за стихотворението „Вода“ - II награда – Румяна Захариева (София) за стихотворението „Молитва“ - III награда – Цвятко Дечев (Велико Търново) за стихотворението „Космос“ | - Мануела Симеонова (Русе) - Габриела Панова (Кюстендил) - Здравка Христова (Русе) - Людмил Симеонов (Свищов) - Светла Гунчева (Бургас) - Василка Якимова (с. Николичевци, Община Кюстендил) |
| 14 | 2020   | - Жури в състав Николай Дойнов – поет и председател на Съюза на народните читалища, Димитър Христов – поет и секретар на Съюза на българските писатели, литературният критик Константин Еленков, поетесата и литературен критик Анжела Димчева и Иван Андонов – председател на НЧ „Братство 1869“ | - I награда – Албена Димитрова (София) – за стихотворението „Обичам те, татко“ - II награда – Красимира Макавеева (София) – за стихотворението „Безсилие“ - III награда – Иглика Пеева (Русе) – за стихотворението „Ще се завърнеш в своята Итака…“                                                                            | - Васил Славов (София) – за стихотворението „Храм“ - Наталия Цветанова (Монтана) – за стихотворението „Капка по капка“ - Йордан Атанасов (Стара Загора) – за стихотворението „Ход с пешката“ - Женета Браянова (Тополовград) – за стихотворението „Възраждане“ - Румяна Шишкова (Стара Загора) – за стихотворението „На пауза“ - Таня Попова (София) – за стихотворението „Душа“ - Ангелина Цанкова (Лом) – за стихотворението „Плачът на звяра“ - Ива Спиридонова – Найденова (София) – за стихотворението „Довиждане до другия живот“ - Нико Стоянов – за стихотворението „Защо ли“ - София Милева (Хасково) – за стихотворението „Изход“ - Награда за млад автор: Габриела Панова (Кюстендил) – за стихотворението „Обратно броене“ |
| 15 | 2021   | - Жури в състав: Председател Димитър Христов – секретар на Съюза на българските писатели, и членове - Надя Попова, главен редактор на вестник „Словото днес“ и кюстендилският поет, писател и философ Георги Славчев                                                                              | - I награда – Йордан Пеев, гр. Стара Загора - за стихотворението „Съвременна реалност“ - II награда – Николина Милева, гр. Тетевен - за стихотворението „Крило на пеперуда“ - III награда – Рени Митева, гр. Мездра - за стихотворението „Валежи“                                                                              | - Ваня Велева, гр. Ямбол - за стихотворението „Поисках“ - Николай Дялков, гр. Тополовград - за стихотворението „Средство“ - Людмила Калоянова, гр. Созопол - за стихотворението „Какво ти завещах“ - Тодор Билчев, гр. Русе - за стихотворението „Върхове на любовта“ - Светла Дамяновска, гр. Мездра - за стихотворението „Кракелюри“ - Кънчо Кожухаров, гр. Благоевград - за стихотворението „Дао“ - Милчо Петров, гр. София - за стихотворението „От куфара с метафори“ - Светлана Ангелова, гр. Харманли - за стихотворението „Приют за птици“ - Владислав Атанасов, гр. Русе - за стихотворението „Пред светостта на майчиния праг“ - Василка Якимова, с. Николичевци, за стихотворението „О, дай ми, боже, сили да живея“ (Специална награда за най-възрастен участник) |
| 16 | 2022   | - Жури в състав: Председател Димитър Христов – поет, и членове - Атанас Капралов – директор на Националния литературен музей – София и кюстендилският поет, писател и философ Георги Славчев | - I награда – Красимира Макавеева, гр. София за стихотворението „Странджански етюд“ - II награда – Кръстьо Раленков, гр. Пловдив за стихотворението „N-тропия“ - III награда – Виолета Атанасова, гр. Кюстендил за стихотворението „Бавни планини“                                                                             | - Ваня Велева, гр. Ямбол – за стихотворението „У дома“ - Награда на Община Кюстендил - Даница Костова, гр. Варна – за стихотворението „Призраци“ - Награда на читалище „Братство 1869” Кюстендил - Здравка Христова, гр. Русе – за стихотворението „Бежанка“ - Награда на читалище „Пробуда 1961“ - Кюстендил - Людмила Калоянова, гр. Созопол – за стихотворението „Скачени съдове“ - Награда на Младежки общински съвет - Кюстендил - Милена Френкева, гр. София – за стихотворението „Такъв живот“ - Награда на сдружение „Гражданска мрежа – Кюстендил“ - Светлана Ангелова, гр. Харманли – за стихотворението „Възкресение“ - София Милева, гр. Хасково – за стихотворението „Юли“ - Татяна Йотова, гр. Айтос – за стихотворението „Прикотвена“. |
| 17 | 2023   | - Жури в състав: Председател Димитър Христов – поет, и членове - Атанас Капралов – директор на Националния литературен музей – София и Димитър Бинев – поет и син на Биньо Иванов | - I награда – Светлана Ангелова, гр. Харманли за стихотворението „Насъщност“ - II награда – Маргарит Жеков, гр. Хасково за стихотворението „Совалката „Артемис“ - III награда – Георги Драмбозов, гр. София за стихотворението „Моят възглед относно възкресението                                                             | - Веселин Веселинов, гр. София – за стихотворението „Етюди от розариума“ - Ваня Велева, гр. Ямбол – за стихотворението „Ситно стръкче вяра“ - Денис Олегов, гр. София – за стихотворението „*** всичко хубаво приключва...“ - Ива Спиридонова-Найденова, гр. София – за стихотворението „Изписване на празнотата“ - Людмила Калоянова, гр. Созопол – за стихотворението „Цветето на солта“ - Петя Павлова, гр. Русе – за стихотворението „Тя“ |
| 18 | 2024   | - Жури в състав: Председател Атанас Капралов – директор на Националния литературен музей – София, Димитър Христов – писател, поет и драматург и Димитър Бинев – поет и син на Биньо Иванов | - I награда – Светлана Йонкова, гр. София, за стихотворението „Безсмъртници“ - II награда – Ваня Велева, гр. Ямбол, за стихотворението „Стигмата любов“ - III награда – Ирина Радионова, гр. Разград, за стихотворението „Шев и кройка“                                                                                        | - Кръстьо Раленков, гр. Пловдив – за стихотворението „Дотук“ - Румен Димитров, гр. Казанлък – за стихотворението „Избирам робството“ - Людмила Калоянова, гр. Созопол – за стихотворението „Памет“ - Веселин Веселинов, гр. София – за стихотворението „Многоетажие“ - Мария Панайотова, гр. Ямбол – за стихотворението „Алъш-вериш по български“ - Петрана Петрова, гр. Враца – за стихотворението „Проблясък“ - Диана Фъртунова, гр. Бургас – за стихотворението „Уличният художник и морето“ - Литературен клуб „Сладкодумци“, ЦПЛР – ОДК, гр. Шумен - Литературен клуб „Бащино огнище“, НЧ „Спасовица 2008“ с. Николичевци |
| 19 | 2025   | - Жури в състав: Председател Атанас Капралов – директор на Националния литературен музей – София, Димитър Христов – писател, поет и драматург и Димитър Бинев – поет и син на Биньо Иванов | - I награда – Ваня Велева, гр. Ямбол - II награда – Васил Славов, гр. София - III награда – Динко Динков, гр. Бургас | |